# A Nursery Tale
"A Nursery Tale" (em russo:  Сказка, Skazka) é um conto por Vladimir Nabokov primeiro publicado no jornal expatriado russo Rul em 27 e 29 de junho de 1926 e na forma de livro em The Return of Chorb em 1930. A tradução em inglês pelo autor e seu filho, Dmitri Nabokov tem aparecido na coleção de 1975 Tyrants Destroyed and Other Stories.

## Enredo
Erwin, o protagonista, é tímido e “coleta” um imaginário harém de mulheres por marcar elas mentalmente quando olhando do bonde. Um dia, ele encontra o Diabo na forma de uma mulher de meia-idade alemã, Frau Mode, que conta para ele que ele pode ter todas as mulheres que ele “coletar” antes da meia-noite providenciando que seu número seja desigual. Erwin tenta então fazer isso mas finalmente falha.

## Comentários
A história faz referência para uma menina adolescente como uma das mulheres que Erwin tenta fazer parte de sua coleção, uma inicial referência para o tema da hebefilia que é mais tarde lançado fora em Lolita. Esta pode ser a inicial referência na obra de Nabokov para a atração de meninas pubescentes.